# Valdepares
Valdepares es una parroquia del concejo de El Franco, en la comarca de Eo-Navia, Principado de Asturias, España.
La parroquia está situada en el occidente de la costa asturiana, tiene una extensión de 7,02 km² y una población de 702 habitantes.
A pesar de encontrarse la población dispersa por la parroquia, pueden distinguirse los núcleos concentrados de El Franco, Mernes, Porcía, A Ronda, San Pelayo/San Polayo, Valdepares y parte de El Porto/Viavélez. La iglesia parroquial, con advocación a San Bartolomé, se encuentra en el barrio de Fonfría, tiene varios siglos y es de nave única con capillas a los lados del crucero. Pueblo dentro de la parroquia de Valdepares que por motivos históricos da su nombre al Concejo, el lugar de El Franco fue su capital desde 1583, año en el que García de Valdepares pasa la capitalidad a un lugar próximo a su residencia, hasta 1852, en que pasó a su ubicación actual de La Caridad. Cerca de la Iglesia parroquial, nos podemos encontrar el Palacio de Fonfría, del siglo XVI. Se compone de tres plantas y un espacio central abierto cerrado por un murallón y con una portada neoclásica. Es de propiedad privada de los Camposorio pero tiene visita exterior.
La fiesta patronal es la de San Bartolomé, el 23 y 24 de agosto, además de otras, como la muy concurrida Romeria de Os Remedios de Porcía (8 de septiembre) y A Noite Celta de Porcía, festival de música folk del arco atlántico que lleva casi cuatro décadas celebrándose.
En el castro prerromano del Cabo Blanco, con fundación en la primera Edad del Hierro se encuentran los restos éste, constituido por cuatro recintos, cada uno defendido por un parapeto de piedra y tierra (algunos de ellos con murallas modulares en su interior) antecedidos de fosos excavados en el sustrato, visibles en gran medida y con ejemplos de monumentales dimensiones. El Cabo Blanco es un lugar muy apropiado para observar y deleitarse con la migración de los mazcatos (alcatraces) y la visión de la costa occidental asturiano y A Mariña de Lugo.
Cabe señalar algunos de los lugares de interés que pertenecen a la parroquia de Valdepares, como la costa entre El Porto/Viavélez y Porcía, transitable a través de una senda, el Campo del Alameda de Porcía, el Área Recreativa de As Pedreiras o la hermosa y pintoresca Playa de Porcía.

## Lugares
Según el nomenclátor de 2023, la parroquia comprende las siguientes entidades de población:
- El Franco
- Mernies (Mernes)
- Porcia (Porcía)
- La Ronda (A Ronda)
- San Pelayo (San Polayo)
- Valdepares
- Viavélez (El Porto)
- Pedra